# Red Bull Arena, Leipzig
Red Bull Arena är en idrottsarena i Leipzig i Tyskland.
Zentralstadion (som stadion hette till 2010) var en av arenorna när VM i fotboll avgjordes i Tyskland 2006. Här spelades fyra gruppspelsmatcher och åttondelen mellan Argentina och Mexiko. Nya Zentralstadion är en toppmodern arena och rymmer 40 000. I juni 2005 spelades Fifa Confederations Cup här, bland annat bronsmatchen mellan Tyskland och Mexiko.
Den gamla Zentralstadion byggdes 1956 av den dåvarande DDR-regimen och med tusentals frivilliga. Arenan rymde 100 000 och var platsen för fotbollslandskamper och spartakiader. Det var också här som DDR:s fotbollslandslag spelade de flesta av sina hemmalandskamper mellan 1957 och 1990. Efter murens fall förföll arenan varpå beslut om en ny arena togs.

## Hemmalag
- RB Leipzig
- Lokomotive Leipzig
- FC Sachsen Leipzig
- DDR:s fotbollslandslag